# Like It
Like It is een nummer van de Wit-Russische zangeres ZENA. Het lied was de inzending van Wit-Rusland voor het Eurovisiesongfestival 2019. ZENA nam eerder deel aan de Wit-Russische preselectie voor het Junior Eurovisiesongfestival in 2015 en 2016. Ze eindigde respectievelijk als vierde (met het nummer "Mir") en als derde (met het nummer "Kosmos").
Tijdens de eerste halve finale op 14 mei 2019 eindigde ze als tiende, waarmee ze nét door wist te stromen naar de finale. Daar eindigde ze als 24e. Met haar zestien jaar was ze de jongste deelnemer.